# Wampo

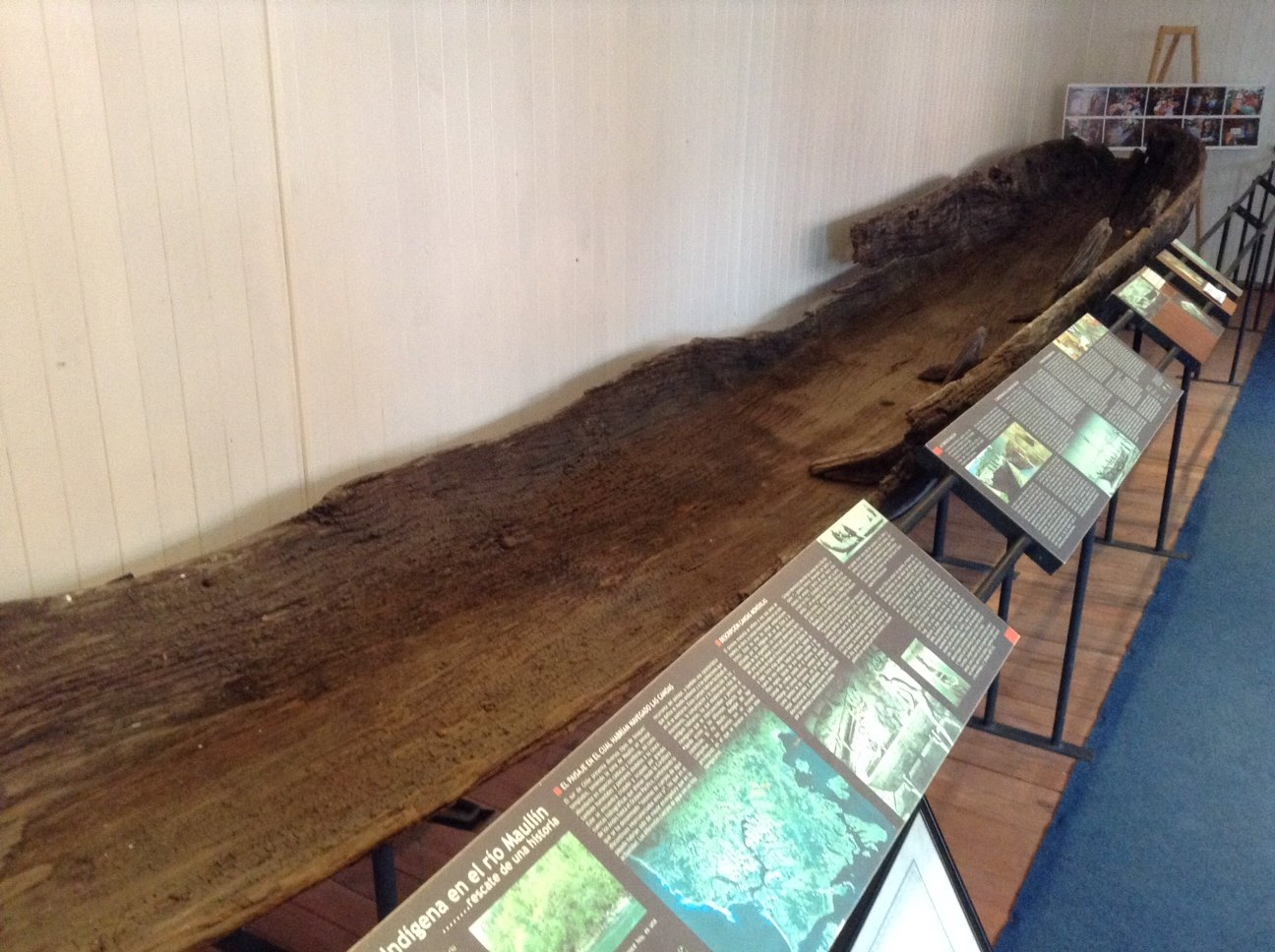
Restos de una canoa del o en el museo de Maullín, Chile.

El huampo, wampo (del mapudungún wampu, a su vez de origen quechua), bongo o simplemente canoa, es una embarcación monóxila usada desde la época prehispánica en el área que corresponde actualmente al sur de Chile y el suroeste de Argentina, especialmente por los indígenas lafquenches (mapuches costinos). Cumplieron un rol central en su sistema económico, pues permitieron la consolidación de rutas fundamentales para el comercio y la comunicación, como con las islas Mocha, Quiriquina y Santa María en el océano Pacífico. Durante la época colonial el río Rahue era denominado río de Las Canoas por la abundancia de estas embarcaciones y en sus cercanías españoles y huilliches firmaron un tratado de paz conocido como Parlamento de Las Canoas.

## Construcción
Es construido a partir de un tronco de árbol ahuecado con la proa aguda y la popa recta. Las maderas más utilizadas son de coigüe, laurel y raulí. Es una actividad socialmente relevante porque involucra acciones rituales y simbólicas en las que participa toda la comunidad. El proceso es iniciado con la señalización del árbol y una rogativa de permiso al bosque valdiviano para realizar el trabajo. Tras ello, el tronco es derribado y quemado, luego su madera es trozada y pulida con herramientas sencillas como azuelas, hachas y cuñas, hasta darle la forma ahuecada. El día finaliza con una ceremonia en la que las mujeres fabrican alimentos y bebidas para festejar el término del trabajo colectivo.

La otra embarcación muy usada en este reino es de canoas: derriban un árbol grueso y alto, desvastan el tronco o plan que ha de servir de quilla, cavan el corazón hasta dejar el plan de cuatro dedos de grueso y los costados poco más de dos, y acomodan el hueco para buque, la extremidad más delgada para proa, y la más gruesa para popa […] Son moderadas, y la mayor que he visto fue en Toltén.

Historia general del Reino de Chile: Flandes Indiano de Diego de Rosales (siglo XVII).

## Empleo

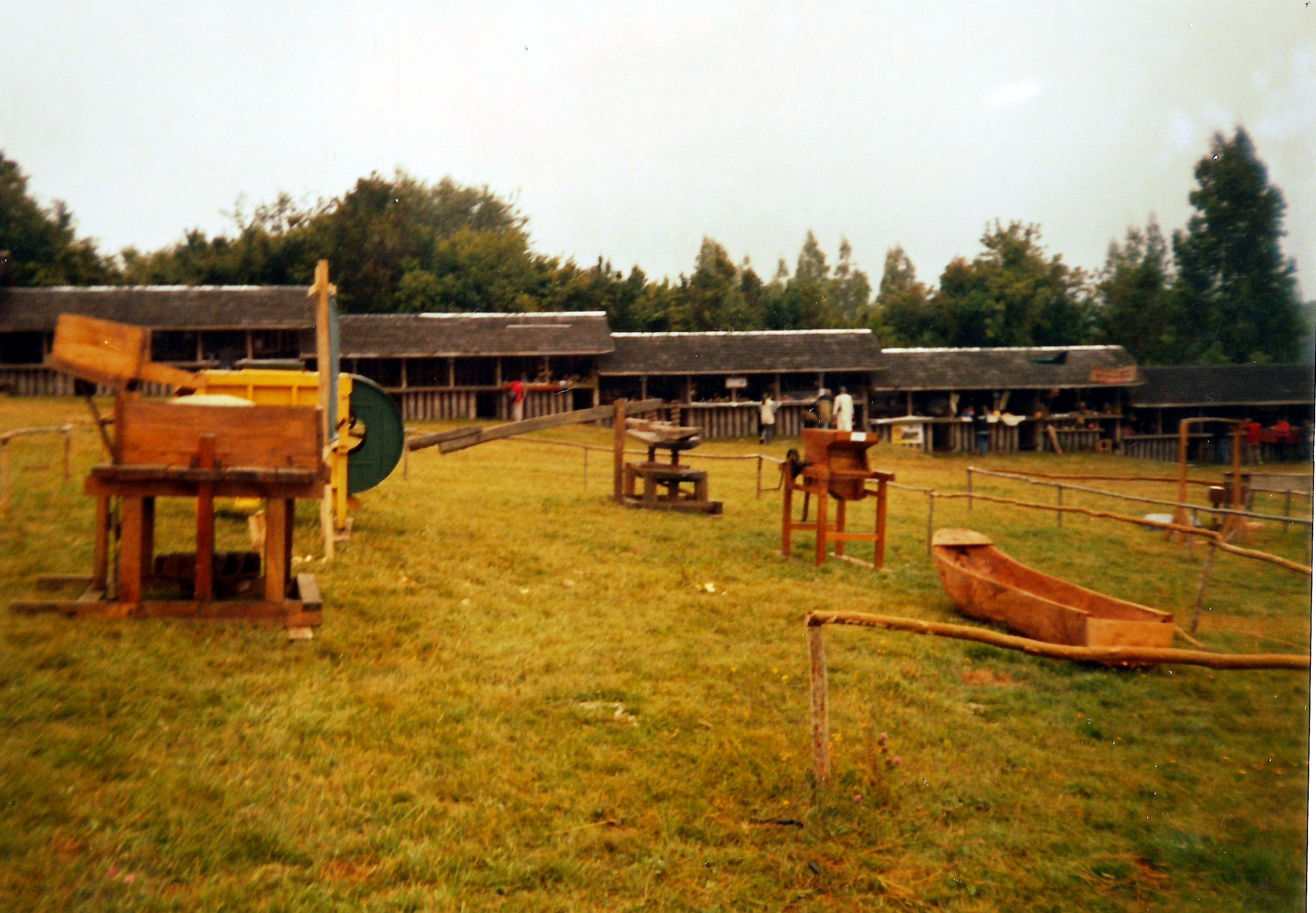
A la derecha, una canoa chilota hecha a la manera de un bongo, pero que se usa para la elaboración de sidra y transporte de carga por vía terrestre, arrastrada por una yunta.

Durante la Guerra de Arauco (1536-1818), mapuches y españoles las ocuparon en aplicaciones estratégicas, exploratorias y militares por su versatilidad. Sirve para transportar pasajeros y carga, intercambiar productos y realizar actividades cotidianas de pesca y recolección, especialmente en ríos y lagos. Un uso alternativo es como recipiente para machacar manzanas al elaborar sidra. Los bongos estuvieron en uso en el archipiélago de Chiloé hasta la segunda mitad del siglo XX en lugares como el estero de Yaldad. Se han usado también como féretros, de acuerdo al relato de Pascual Coña y otros indicios, pero hay autores que discrepan con esta idea. Desde 2013 es realizada la Carrera de Wampo, anualmente en febrero sobre el lago Budi en Saavedra.